# Электронная схема

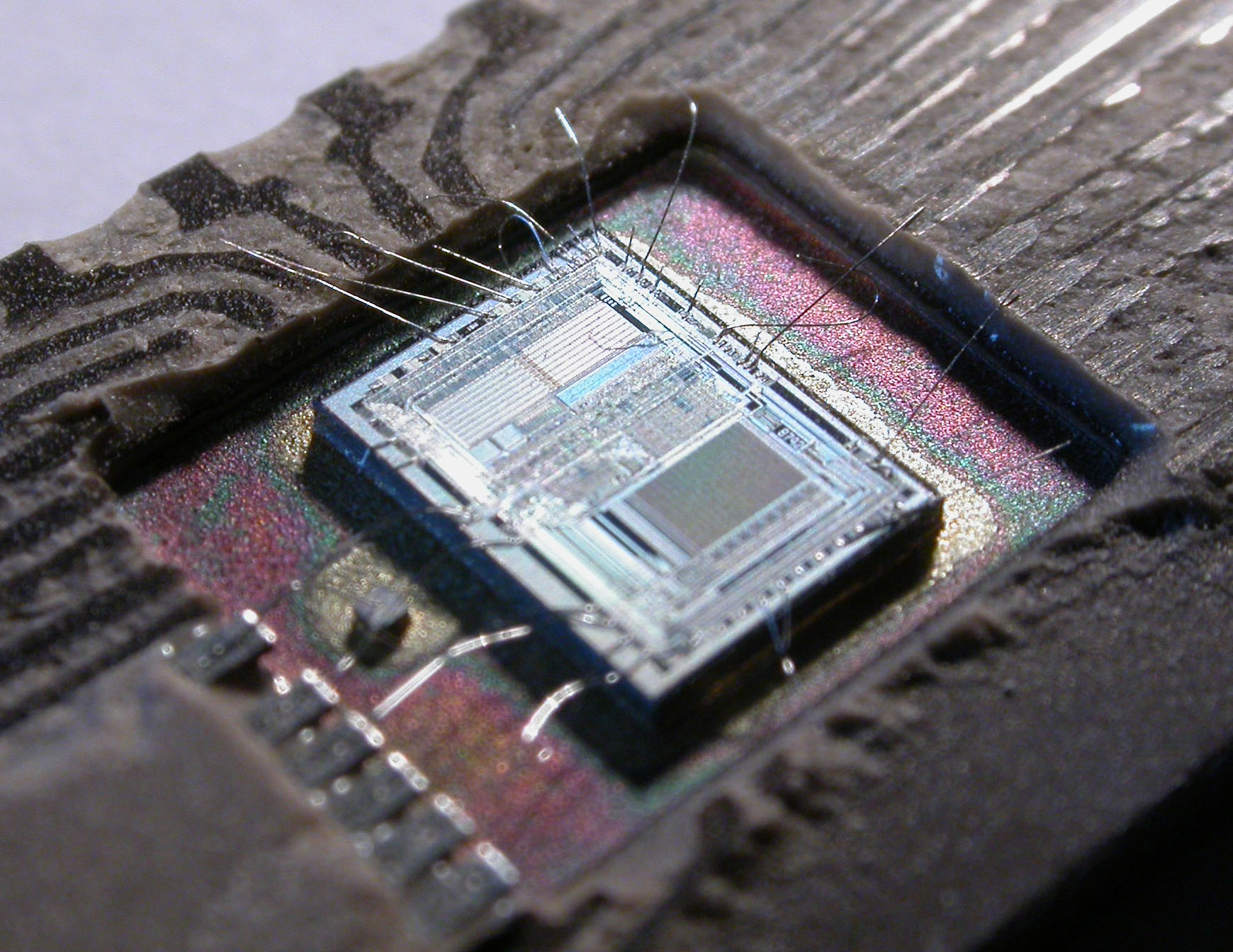
Интегральная схема Intel 8742, 8-битный микроконтроллер, включающий в себя ЦПУ, 128 байт RAM, 2048 байт EPROM, и порты ввода-вывода.

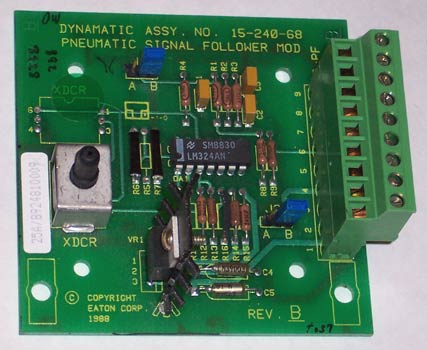
Печатная плата с электронной схемой.

Электронная схема — изделие, сочетание отдельных электронных компонентов, таких как резисторы, конденсаторы, диоды, транзисторы и интегральные микросхемы, соединённых между собой.
Различные комбинации компонентов позволяют выполнять множество как простых, так и сложных операций, таких как усиление сигналов, обработка и передача информации и так далее
Электронные схемы строятся на базе дискретных компонентов, а также интегральных схем, которые могут объединять множество различных компонентов на одном полупроводниковом кристалле.
Соединения между элементами могут осуществляться посредством проводов, однако в настоящее время чаще применяются печатные платы, когда на изолирующей основе различными методами (например, фотолитографией) создаются проводящие дорожки и контактные площадки, к которым припаиваются компоненты.
Для разработки и тестирования электронных схем применяются макетные платы, позволяющие при необходимости быстро вносить изменения в электронную схему.
Раздел электроники, изучающий проектирование и создание электронных схем, называется схемотехника.

## Классификация
Обычно, при рассмотрении, электронные схемы классифицируются на:
- аналоговые;
- цифровые;
- гибридные (смешанные).

## Аналоговые схемы

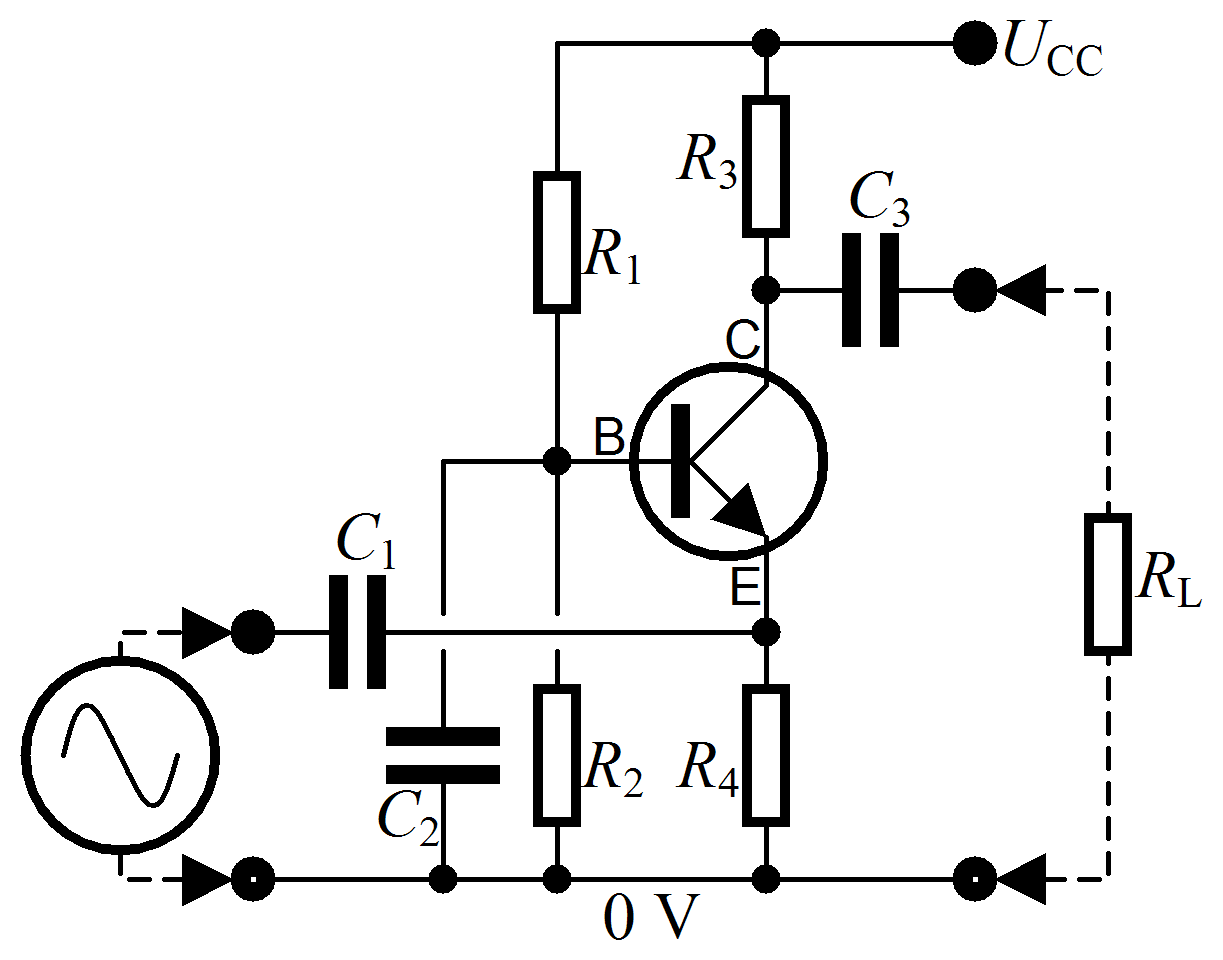
Принципиальная схема простого усилителя — пример аналоговой схемы.

В аналоговых электронных схемах напряжение и ток могут изменяться непрерывно во времени, отражая какую-либо информацию. В аналоговых схемах существуют два базовых понятия: последовательное и параллельное соединения. При последовательном соединении, примером которого может быть новогодняя гирлянда, через все компоненты в цепочке течёт один и тот же ток. При параллельном соединении на выводах всех компонентов создаётся одно и то же электрическое напряжение, но токи через компоненты различаются: суммарный ток делится в соответствии с сопротивлением компонентов.

Простая схема, содержащая батарею, резистор и соединительные провода, демонстрирует применение законов Ома и Кирхгофа для расчёта электрической цепи

Основными элементами для построения аналоговых устройств являются резисторы (сопротивления), конденсаторы, катушки индуктивности, диоды, транзисторы, а также соединительные проводники. Обычно аналоговые схемы представляются в виде принципиальных электрических схем. За каждым элементом закреплено стандартное обозначение: например, проводники обозначаются линиями, резисторы — прямоугольниками и так далее.
Электрические цепи подчиняются законам Кирхгофа:
- алгебраическая сумма токов в любом узле цепи равна нулю;
- алгебраическая сумма падений напряжений по любому замкнутому контуру цепи равна алгебраической сумме ЭДС, действующих вдоль этого же контура. Если в контуре нет ЭДС, то суммарное падение напряжений равно нулю.

При анализе реальных схем следует учитывать паразитные элементы: так, у реальных соединительных проводников существует сопротивление и индуктивность, несколько лежащих рядом проводников образуют ёмкость и так далее.

## Цифровые схемы
В цифровых схемах сигнал может принимать только несколько различных дискретных состояний, которые обычно кодируют логические или числовые значения. В подавляющем большинстве случаев используется бинарная (двоичная) логика, когда одному определённому уровню напряжения соответствует логическая единица, а другому — ноль. В цифровых схемах крайне широкое применение находят транзисторы, из которых строятся логические ячейки (вентили): И, ИЛИ, НЕ и их различные комбинации. Также, на базе транзисторов создаются триггеры — ячейки, которые могут находиться в одном из нескольких устойчивых состояний, и переключаться между ними при подаче внешнего сигнала. Последние могут быть использованы как элементы памяти: например, SRAM (статическая оперативная память с произвольным доступом) сделана на их основе. Другой тип памяти — DRAM — основан на способности конденсаторов запасать электрический заряд.
Цифровые схемы по сравнению с аналоговыми той же сложности значительно проще в разработке и анализе. Это связано с тем, что логические ячейки на выходе выдают только определённые уровни напряжений, и разработчику не надо заботиться об искажениях, усилении, смещении напряжения и прочих аспектах, которые необходимо учитывать при разработке аналоговых устройств. По этой причине, на основе логических элементов могут создаваться сверхсложные схемы с огромной степенью интеграции элементов, содержащие на одном кристалле миллиарды транзисторов, стоимость каждого из которых получается ничтожно малой. Именно это во многом и определило развитие современной электроники.

## Гибридные схемы
Гибридные схемы объединяют элементы, относящиеся к аналоговой и цифровой схемотехнике. Среди прочих, к ним относятся компараторы, мультивибраторы, ФАПЧ, ЦАП, АЦП. Большинство современных радиоприборов и устройств связи используют гибридные схемы. К примеру, приёмник может состоять из аналоговых усилителя и преобразователя частот, после чего сигнал может быть преобразован в цифровую форму для дальнейшей обработки.